# لانگلی (ایلینوی)
لانگلی (به انگلیسی: Langley) یک منطقهٔ مسکونی در ایالات متحده آمریکا است که در شهرستان بورو، ایلینوی واقع شده‌است. لانگلی ۱۹۹٫۹۵ متر بالاتر از سطح دریا واقع شده‌است.